# Multics
A Multics /Máltiksz/ (Multiplexed Information and Computing Service) egy korai időosztásos, többfelhasználós, többfeladatos operációs rendszer, amely nagy hatással volt a mai elterjedt operációs rendszerek többségére, többnyire a Unixon keresztül, vagy közvetlenül, mint a Linux és a macOS esetében, vagy közvetve, például a Microsoft Windows NT.
A Multics fejlesztése 1964-ben kezdődött a MIT-en, a General Electric és a Bell Labs együttműködésével.
1970-ben a GE átadta teljes számítógép ágazatát a Honeywellnek, így a Multics-ot is.
A Honeywell az 1980-as években úgy döntött, hogy nem fejleszti tovább a Multics-hoz tartozó architektúrát, és leáll az operációs rendszer fejlesztésével.
A fejlesztés érdekessége, hogy bár a Multics-ot PL/I-ben kezdték írni, fordítójuk sokáig nem volt.[vitatott][forrás?]
Ez idő alatt csak egy lexikai elemző (lexer) állt a fejlesztők rendelkezésére.
A Multics több dologban is első volt:
- 1985-ben a Multics a világon elsőként kapta meg a B2-es minősítést (a TCSEC alapján).
- A Multics-ban használtak először ACL-eket a fájlrendszer bejegyzésekhez (egyébként ez volt az első hierarchiával rendelkező fájlrendszer is egyben).
- A Multics-hoz kapcsolódik a parancssor ötlete, hogy egy szó beírására a rendszer azt a programot indítja el aminek ez a neve.
- A Multics hardverében alkalmazták először a máig is élő SMP rendszer elődjét, azaz hogy több CPU egy közös RAM-ot használ (shared memory multiprocessor).
- A Multics tartalmazott először üzleti relációs adatbáziskezelőt (Multics Relational Data Store)

Bár az operációs rendszerről széles körben az a hír járja, hogy sosem készült el, nagyszámítógépes (mainframe) környezetben egészen 2000-ig használták.
1969-ben, amikor a Bell Labs kiszállt a Multics fejlesztéséből, Ken Thompson és Dennis Ritchie a Multics fejlesztésében szerzett tapasztalatok alapján kezdte el fejleszteni a Unix-ot.